# Michael Porter
Michael Porter, född 1947, är professor vid Harvard Business School. Han är författare till 17 böcker och fler än 125 artiklar. Han har bland annat byggt upp modellerna Porters fem krafter, Porter-diamanten, Porters tre generiska affärsstrategier och värdekedjan.
Porter invaldes 1991 som utländsk ledamot av Kungliga Ingenjörsvetenskapsakademien i Stockholm. Det var samma år som han lanserade sina nya idéer kring konkurrenskraft och konceptet "kluster" i Sverige, genom boken Advantage Sweden (Norstedts, 1991), skriven tillsammans med professorerna Örjan Sölvell och Udo Zander vid Handelshögskolan i Stockholm.

## Utmärkelser
- Ekonomie hedersdoktor vid Handelshögskolan i Stockholm (ekon. dr. h.c.) 1989
- Hedersdoktor vid Islands universitet[4] 2006